# Гай Опий Сабин
Гай Опий Сабин (на латински: Gaius Oppius Sabinus; † 85/86 г.) e римски политик и сенатор през 1 век.
Плебейската фамилия на Опиите произлиза от Рим. Той е вероятно син или племенник на Спурий Опий, (суфектконсул през 43 г.).
През 84 г. Гай Опий Сабин e консул заедно с император Домициан. След това през 85 г. Опий е управител на Мизия. През зимата на 85/ 86 г. Опий е убит в боевете против даките.